# Zoe Naylor
Zoe Naylor (Sídney; 19 de febrero de 1977) es una actriz y modelo australiana, conocida por haber interpretado a Regan Mcleod en la serie Mcleod's Daughters y por haber sido presentadora del programa australiano Gladiators.

## Biografía
Zoe nació en Sídney, Nueva Gales del Sur. Es hija de Richard Naylor, un veterinario y de Neroli Naylor, tiene dos hermanas menores, Naomi e Imogen Naylor.
En el 2002 se graduó con un máster en drama de la Universidad de Tecnología de Queensland y obtuvo una licenciatura en periodismo en la Universidad de Tecnología en Sídney en 1997. También estudió en la Escuela de Drama Philippe Gaulier, en Londres y estudió un máster en Early Childhood en la Universidad Macquarie.
El 12 de mayo de 2007, se casó con el agente de acciones, James Trude en el Hunter Valley. A la boda asistieron sus familiares y amigos más cercanos, entre ellos los actores Simmone Jade Mackinnon, Michala Banas, Rachael Carpani y Matt Passmore; sin embargo en el 2009 la pareja se divorció.
Zoe comenzó a salir con el actor George Hatsatouris, pero la relación terminó poco después.
Desde el 2010 sale con el actor Aaron Jeffery. La pareja le dio la bienvenida a su primera hija juntos, Sophia Jade Jeffery en el 2012. En junio del 2016 la pareja le dio la bienvenida a su segundo bebé juntos, Beau Charles Jeffery.

## Carrera

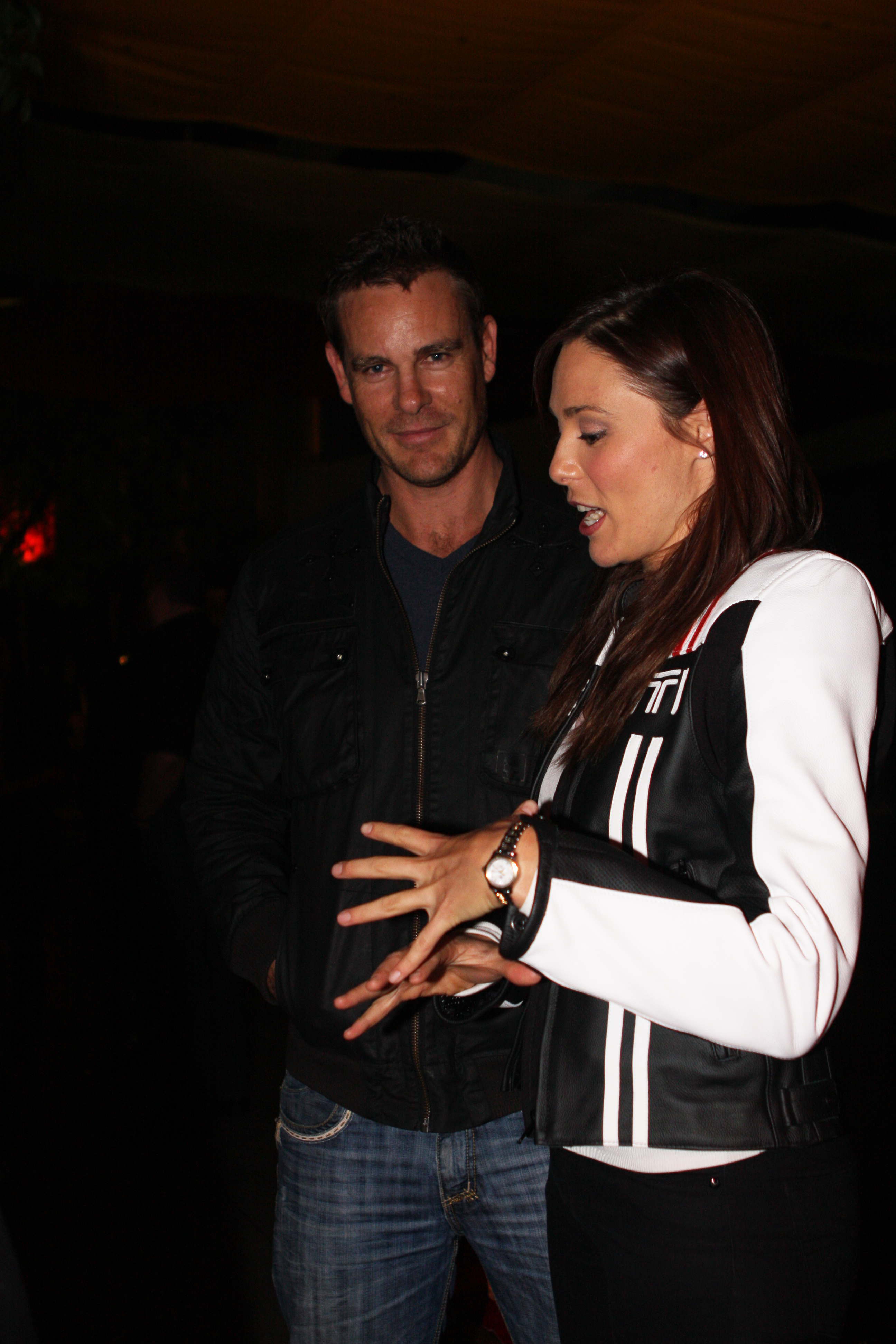
Aaron Jeffery y Zoe Naylor, en Sídney, 2011

Zoe ha trabajado en televisión, teatro, cine, radio y como presentadora; también ha trabajado en comerciales de televisión. En e1999, le dio vida a Hetty en la película Fearless. En el 2000 apareció en la serie de televisión Virtul Nightmare y en el 2003 en Evil Never Dies junto a la actriz Katherine Heigl. 
Su gran oportunidad vino en el 2005, cuando se unió a la exitosa serie australiana Mcleod's Daughters, donde obtuvo el papel de Regan Mcleod, la hermana de Jaz y Grace y prima de Claire, Tess y Jodi Mcleod; Naylor ha dicho que le encanta interpretar a Regan porque es una mujer fuerte y decidida. Zoe regresó como personaje recurrente en el 2009
En el 2008, Zoe obtuvo el papel de la presentadora de la versión australiana del programa Gladiators, su compañero es el presentador Tom Williams.
En el 2010 apareció en el thriller The Reef donde dio vida a Kate.
El 8 de diciembre de 2016 Zoe apareció por primera vez como invitada en la popular serie australiana Home and Away donde interpreta a Nina Gilbert, la madre de Ava y expareja de Justin Morgan (James Stewart).

## Filmografía

### Series de televisión
| Año             | Título             | Personaje          | Notas                                   |
| --------------- | ------------------ | ------------------ | --------------------------------------- |
| 2016 - presente | Home and Away      | Nina Gilbert       | -                                       |
| 2005 - 2009     | Mcleod's Daughters | Regan Mcleod       | 48 episodios                            |
| 2006 - 2007     | Orange Roughies    | S.C.O. Jane Durant | 19 episodios                            |
| 2004            | The Cooks          | Janie              | episodio "Nights of Living Dangerously" |

### Películas
| Año  | Título                 | Personaje          | Notas                                                                                           |
| ---- | ---------------------- | ------------------ | ----------------------------------------------------------------------------------------------- |
| 2014 | Locks for Love         | Lady Claire        | junto a Aaron Jeffery, Damian de Montemas, Les Hill, Ryan Hayward, Ron Haddrick y Inge Hornstra |
| 2011 | Robotropolis           | Christiane Nouveau | junto a Graham Sibley                                                                           |
| 2010 | The Reef               | Kate               | junto a Adrienne Pickering, Gyton Grantley y Damian Walshe-Howling                              |
| 2006 | The Book of Revelation | Astrid             | junto a Colin Friels                                                                            |
| 2003 | Evil Never Dies        | Abby               | junto a Katherine Heigl, Lara Cox, Christopher Kirby y Simon Bossell                            |
| 2000 | Virtual Nightmare      | -                  | junto a John Noble y Michael Muhney                                                             |
| 1999 | Fearless               | Hetty              | junto a Dean O'Gorman                                                                           |

### Presentadora
| Año  | Título      | Notas                               |
| ---- | ----------- | ----------------------------------- |
| 2008 | Gladiadores | 15 episodios - junto a Tom Williams |

### Teatro
| Año  | Obra                       | Personaje | Director (a)    | Teatro              | Notas                                                   |
| ---- | -------------------------- | --------- | --------------- | ------------------- | ------------------------------------------------------- |
| 2003 | The Removalists            | -         | Lewis Jones     | La Boite Theatre    | junto a Paul Denny, Gyton Grantley y Errol O'Neill      |
| 2002 | Building the Wall          | -         | John O'Hare     | QUT Gardens Theatre | junto a Alexander Jenkins, Guy Edmonds y Suzannah Stock |
| 2002 | The Jungle                 | -         | Leonard Meenach | Woodward Theatre    | junto a Christopher Sommers                             |
| 2002 | Song of the Yellow Bittern | -         | Melisa Stafford | QUT Gardens Theatre | junto a Christopher Sommers                             |
| 2001 | The Merchant of Venice     | -         | Peter Lavery    | QUT Gardens Theatre | junto a Christopher Sommers                             |